# Aristide Delannoy

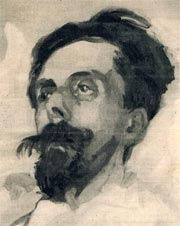
Aristide Delannoy op het einde van zijn leven

Aristide Grégoire Joseph Delannoy (Béthune, 30 juli 1874 - Parijs, 5 mei 1911) was een Frans beeldend kunstenaar, vooral bekend als perstekenaar.

## Levensloop
Delannoy was zoon van een juwelier en studeerde aan de École des Beaux-Arts in Parijs. Hij nam deel aan de Salon des Artistes indépendants van 1902 tot 1907. Delannoy had revolutionaire en anarchistische ideeën en werd medewerker van verschillende tijdschriften als illustrator en karikaturist. Zijn bekendste samenwerking is met het tijdschrift Les Hommes du jour, waarvoor hij meer dan 150 covertekeningen maakte. Voor het eerste nummer van dit blad (1908) tekende hij een karikatuur van president Georges Clemenceau als doodshoofd naar aanleiding het bloedige breken van een arbeidersstaking in Draveil. Later dat jaar maakte hij voor datzelfde blad een karikatuur van generaal Albert d'Amade, afgebeeld als slachter van Marokkaanse opstandelingen. Hiervoor werden hij en journalist Victor Méric op 26 september 1908 veroordeeld tot een jaar gevangenisstraf en een boete van 3000 franc. Delannoy, die leed aan tuberculose, werd vervroegd vrijgelaten op 21 juni 1909. In februari 1910 ondertekende hij het manifest van het Comité antiparlementaire révolutionnaire. Het jaar erop werd hij opgenomen in het sanatorium van Saint-Raphaël (Var). Zij toestand verbeterde niet en hij overleed in mei in zijn woning in de Avenue du Maine 88 in het 14e arrondissement (Parijs). Delannoy was gehuwd en had een dochter. Hij werd begraven op het Cimetière Nord in zijn geboortstad Béthune.

## Publicaties
- L'Assiette au beurre (1901-1910)
- Almanach de la Révolution (1902-1907)
- Les Temps nouveaux (1905-1910)
- Les Hommes du jour (1908-1911)
- La Guerre sociale (1906-1907)
- La Voix du Peuple
- Le Pioupiou de l'Yonne (1910)

Illustraties door Aristide Delannoy
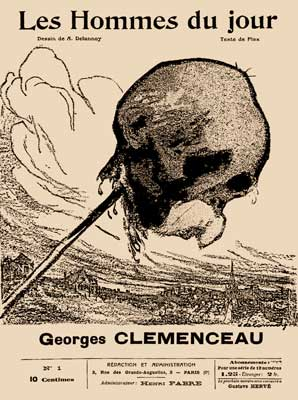
Karikatuur van president Clemenceau, Les Hommes du jour (1908)
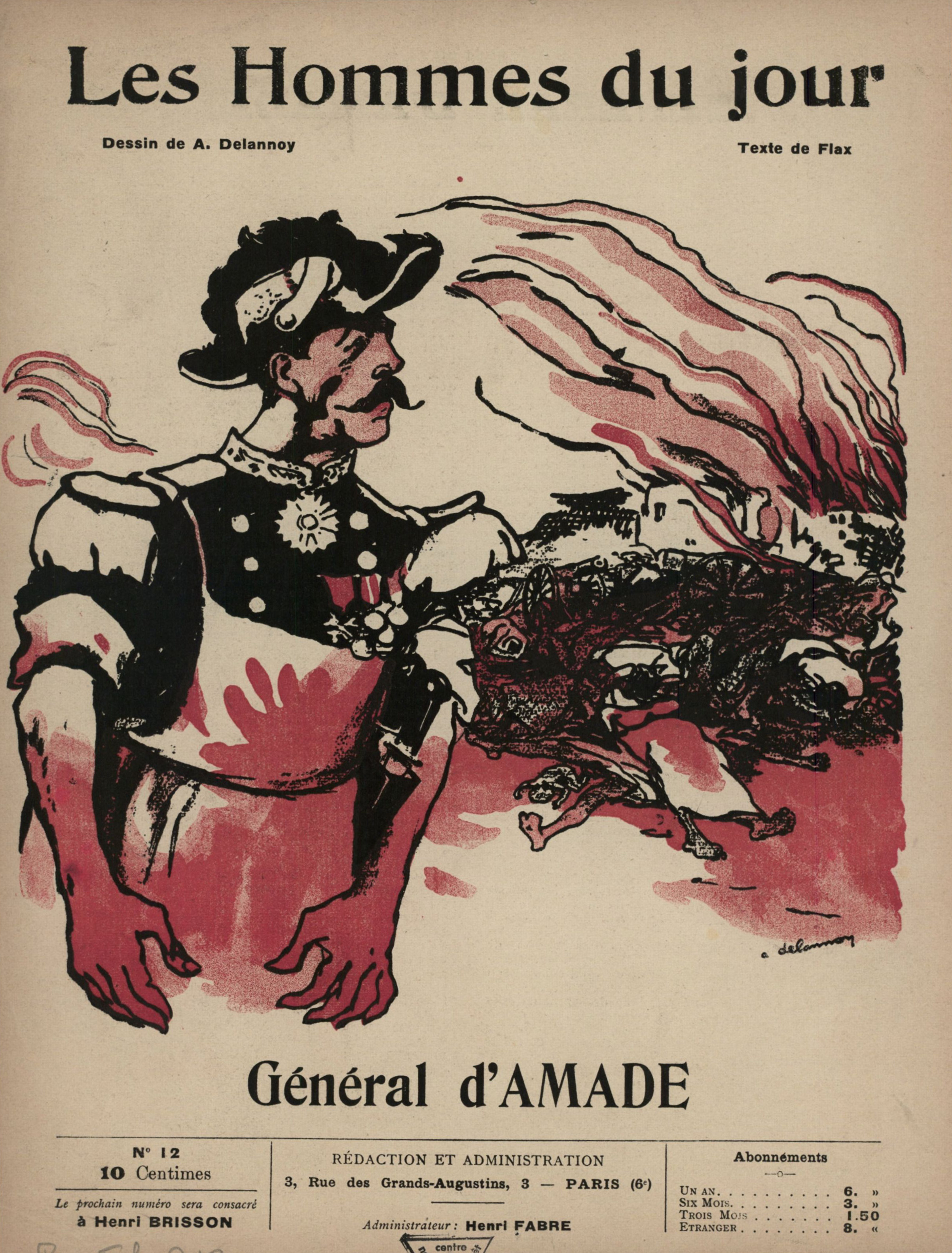
Karikatuur van generaal d'Amade, Les Hommes du jour (1908)
- Marie Curie, Les Hommes du jour (1910)